# I Ran (So Far Away)
I Ran (So Far Away) is een nummer van de Britse band A Flock of Seagulls. Het is de derde single van hun debuutalbum A Flock Of Seagulls uit april 1982. In maart van dat jaar werd het nummer op single uitgebracht.

## Videoclip
De bijbehorende videoclip is een hommage aan de albumcover van "No Pussyfooting" van Brian Eno en Robert Fripp, waarop de twee in een glazen kubus vol spiegels zitten. "I Ran" gaat over het verliefd worden op iemand en vervolgens keihard wegrennen. In Nederland werd de videoclip destijds op televisie uitgezonden door de pop programma's AVRO's Toppop, Countdown van Veronica en Popformule van de TROS.

## Achtergrond
De single was in thuisland het Verenigd Koninkrijk met een 43e positie in de UK Singles Chart niet heel succesvol. In de Verenigde Staten, Canada, Oceanië en Frankrijk had de plaat meer succes met zelfs een nummer 1-notering in Australië.
In Nederland werd de plaat op maandag 5 april 1982 door dj Frits Spits en producer-invaller Tom Blomberg in het radioprogramma De Avondspits verkozen tot de 189e NOS Steunplaat van de week op Hilversum 3 en werd een radiohit. Desondanks bereikte de plaat de Nederlandse Top 40 en de TROS Top 50 niet. De plaat bleef steken op de 4e positie in de Tipparade. Wél werd op zondag 9 mei 1982 de 46e positie in de Nationale Hitparade bereikt met slechts 1 week notering. In de Europese hitlijst op Hilversum 3, de TROS Europarade, werd géén notering behaald.
In België werden zowel de voorloper van de Vlaamse Ultratop 50 als de Vlaamse Radio 2 Top 30 niet bereikt. Ook in Wallonië werd géén notering behaald.